# Kolegium Nauczycielskie w Radomiu
Kolegium Nauczycielskie – zakład kształcenia nauczycieli istniejący w Radomiu, w latach 1992–2014.
Powstało 1 października 1992 r. jako Kolegium Języka Polskiego. Inicjatorką powstania uczelni była ówczesna radomska Kurator Oświaty - Krystyna Dzierżanowska. Prowadzone były studia na poziomie licencjackim. Patronat sprawował Uniwersytet Marii Curie-Skłodowskiej. Absolwenci mogli kontynuować kształcenie na studiach wyższego stopnia.
Kolegium zlikwidowano 30 września 2014 r. na mocy ustawy o szkolnictwie wyższym.

## Kierunki kształcenia
- język polski z historią - tryb stacjonarny,
- pedagogika wczesnoszkolna z oligofrenopedagogiką - tryb stacjonarny i niestacjonarny,
- pedagogika wczesnoszkolna z przedszkolną - tryb stacjonarny i niestacjonarny,
- pedagogika wczesnoszkolna i integracyjna - tryb stacjonarny i niestacjonarny, kierunek wygaszany.